# Tatiana Lemachko
Tatiana Lemachko ( Moscú, 16 de marzo de 1948-Zúrich, 17 de mayo de 2020) fue una ajedrecista soviética. Compitió con la nacionalidad soviética hasta 1973, bajo la búlgara entre 1975 y 1982 y la suiza desde 1983. Alcanzó  la máxima categoría Gran Maestro Femenino (1977).  

## Biografía
En 1966 estudió en el Instituto Central de Cultura Física de Moscú. Se clasificó para la final del campeonato femenino de la URSS en 1970, país que abandonó en 1972. Solicitó asilo político en Suiza en 1982.
Se retiró en el año 2011 debido a problemas de salud.
Falleció a los setenta y dos años el 17 de mayo de 2020 en Zúrich.

## Palmarés
- 4 veces campeona de Bulgaria: 1974, 1975, 1978, 1979 y 1981.[5]
- 10 veces campeona de Suiza: 1984, 1986, 1995, 1997, 2003, 2004, 2006, 2008, 2009 y 2010.[5]

Obtuvo la medalla de bronce individual  y en equipo en Medellín (Colombia). Obtuvo el bronce en Salónica (Grecia en 1984; la de oro en Dubái en 1986 y la de plata en Salónica (Grecia) en 1988. Ganó el torneo femenino de Wijk aan Zee en 1976. Participó como miembro de la selección nacional de Bulgaria en las Olimpiadas de Ajedrez  (1974, 1978, 1980 y 1982). En once ocasiones en Suiza (1984 a 1998, 2004, 2008 y 2010). Obtuvo la medalla de oro individual en la Olimpiada de Ajedrez de 1986.
Participó en las competiciones por la paz (de 1975), incluyendo los torneos interzonales: Rosenthal (1976), -3-4- e; Alicante (1979) -1-2- e E; donde se enfrentó a Akhmilovskaya y a Bad Kissingen (1982)  3r lugar. Perdió contra Akhmilovskaya en Sofia en 1977, 5 ½: 6 ½; se enfrentó a  M. Litinskoy en Odessa en1980 - 2 ½: 5 ½, N. Aleksandrii (Alicante, 1983) - 4 ½: 5 ½. ELO 2185.